# Mary Fitzgerald (nhân viên công đoàn)
Mary Fitzgerald (còn được gọi là Pickhandle Mary) (4 tháng 8 năm 1883 - 26 tháng 9 năm 1960) là một nhà hoạt động chính trị người Nam Phi gốc Ailen và được coi là nữ công đoàn viên đầu tiên ở nước này.
Mary Sinnott sinh ra trong một gia đình thuần nông ở thị trấn Gortins, gần Cleariestown, County Wexford năm 1883. Cha mẹ cô là Thomas Sinnott, một nông dân và Margaret Dunne. Họ cũng có bốn đứa con khác: Dennis (sinh năm 1880), Doris, Sarah (sinh năm 1886) và Barbara. Mary tham dự Hội nghị trình bày tại Wexford, nơi cô đủ tiêu chuẩn là người đánh máy tốc ký.
Người cha Thomas của cô đi du lịch đến Mỹ và có một công việc đại diện cho Công ty máy may Singer. Ba tháng sau, ông chuyển đến Cape Town đang phát triển nhanh chóng với tư cách là đại diện của công ty. Năm 1900, ông trở lại Wexford và trở về Cape Town cùng Mary với những kế hoạch mà phần còn lại của gia đình sẽ tuân theo.
Lúc đầu, cô Mary tóc đỏ da trắng đã tìm được một công việc làm việc tại trụ sở quân đội Anh là một trong những người đánh máy tốc ký nữ đầu tiên ở Nam Phi. Mẹ và anh chị em của cô đi thuyền từ Southampton đến Cape vào tháng 12 năm 1900. Tại Cape Town, Margaret Sinnott bắt đầu làm thợ may trên máy may của mình trong khi Dennis có một công việc trên xe điện.
Mọi thứ đều suôn sẻ cho gia đình nhập cư mới từ Wexford cho đến khi Dennis bị ngã từ trên xe điện và chết vì vết thương. Người bạn quản lý xe điện của ông John Fitzgerald đã đến thăm gia đình tang quyến. John và Mary ngay lập tức bị người kia thu hút. Họ kết hôn tại nhà thờ St. Mary và tiếp tục có năm đứa con.
Sinnotts và Fitzgeralds sau đó chuyển đến Johannesburg. Ở đó Mary trở thành một người đánh máy cho Liên minh Công nhân Mỏ. Cô đã chứng kiến những điều kiện kinh khủng của những người thợ mỏ và sớm tham gia tích cực vào việc nói chuyện tại các buổi họp mặt công đoàn. Mặc dù là một người phụ nữ thấp bé, ít nói, cô ấy đã làm say đắm khán giả của mình bằng khả năng hùng biện tuyệt vời của mình. Cô đã phát triển một tình bạn bền chặt với Nina Boyle và trở thành người tiên phong trong việc tổ chức các đoàn thể cho phụ nữ và trong cuộc đấu tranh giành quyền bầu cử của phụ nữ và bình đẳng về lương và cơ hội.